# Juan Domingo Zamácola y Jáuregui
Juan Domingo de Ízaga Zamácola y Ocerín Jáuregui (Dima, Vizcaya 1746 - Cayma, Arequipa 1823) fue un clérigo e historiador español. Hijo de Santiago de Zamacola y María Jáuregui. Cursó estudios en la Universidad de Salamanca, donde optó grados de bachiller y licenciado en Sagrada Teología; luego se le confirió el presbiterado. Fue incorporado a la Real Sociedad Vascongada. Visitó Madrid y otras ciudades españolas.
Pasó a América con ánimo de ejercitar su celo evangélico; recorrió Montevideo, Buenos Aires, Córdoba, Salta, Santiago del Estero, así como las ciudades que los muleros cruzaban en la jurisdicción de la Audiencia de Charcas; y llegó a la ciudad de Arequipa. Allí lo retuvo el obispo Manuel Abad Yllana, recién posesionado de aquella sede (1772), e inmediatamente aficionado al clérigo, lo nombró su capellán y secretario privado. Algunos años después, obtuvo por oposición el curato de Cayma (1778), donde realizó una ejemplar labor: Reedificó la iglesia, destruida por el terremoto de 1784; construyó el cementerio de Carmen Alto; fundó una escuela para varones, además de proporcionar oportunos consejos sobre el bien público.
Requerido por el obispo Pedro José Chávez de la Rosa, actuó como secretario de la visita diocesana (1788), y por encargo suyo, construyó el templo de Socabaya. Luego de un largo y prolífico pastorado, murió el 25 de mayo de 1823.
Se han publicado: 
- Relación puntual y verídica de los estragos que causó en la muy noble y leal ciudad de Arequipa : el espantoso terremoto acaecido el día 13 de mayo de 1784, á que se agregan otras noticias (Arequipa: Impr. de "La Bolsa", 1889).[1]
- Apuntes para la historia de Arequipa (1888 y 1958).
- Vida de Monseñor Manuel Abad Illana, obispo de Arequipa, 1793 (Arequipa: Editorial UNSA, 1997).[2]

Dejó inéditas, entre otras, las siguientes obras:
- Derrotero de Buenos Aires hasta Arequipa, con noticias de cuanto rato y particular se halle en las ciudades, pueblos y caminos del tránsito.
- Crónica de la revolución de Túpac Amaru, sucesos acaecidos en las Provincias del Perú desde 1780 hasta 1789.
- Diario de Viaje de Visita del Iltmo. Sr. Obispo Chávez de la Rosa a las Provincias de Tacna, Moquegua y Tarapacá en 1789.
- Historia de Nuestra Señora de Cayma

En Arequipa, el sector de "Zamácola" del distrito Cerro Colorado, fue nombrado en su honor.